# Molophilus (Molophilus) injustus
Molophilus (Molophilus) injustus is een tweevleugelige uit de familie steltmuggen (Limoniidae). De soort komt voor in het Oriëntaals gebied.